# Euchroeus
Euchroeus is een geslacht van vliesvleugelige insecten van de familie Goudwespen (Chrysididae).

## Soorten
- E. hellenicus (Mocsáry, 1913)
- E. limbatus Dahlbom, 1854
- E. purpuratus (Fabricius, 1787)